# At the Arena ov Aion – Live Apostasy
At the Arena ov Aion – Live Apostasy är det första livealbumet med det polska blackened death metal-bandet Behemoth. Det släpptes 10 oktober 2008 via Regain Records. Albumet spelades in live på La Loco i Paris, Frankrike 17 februari 2008 under European Apostasy-turnén. Skivan mixades av Tue Madsen i Antfarm Studio, Danmark, i juni och i Soundsgreat Studio, Polen, under april och maj 2008. Albumet mastrades i Cutting Room Studios, Stockholm i juli samma år. Albumet gavs också ut i en digipack-utgåva med en bonus-cd samt som en box av metall med ytterligare två bonuslåtar, spår 18 och 19.

## Mottagande
I magasinet "Chronicles of Chaos" fick albumet betyg 9 av 10.

## Låtlista
1. Rome 64 C.E. 01:34
2. Slaying The Prophets Ov Isa 03:39
3. Antichristian Phenomenon 04:13
4. Demigod 03:35
5. From The Pagan Vastlands 03:56
6. Conquer All 04:17
7. Prometherion 03:14
8. Drum Solo 01:14
9. Slaves Shall Serve 03:08
10. As Above So Below 05:46
11. At The Left Hand Ov God 04:57
12. Summoning Ov The Ancient Gods 05:23
13. Christgrinding Avenue 04:04
14. Christians To The Lions 03:16
15. Sculpting The Throne Ov Seth 04:55
16. Decade Of Therion 02:47
17. Chant For Eschaton 2000 05:28
18. I Got Erection (Turbonegro-cover) 03:44
19. Pure Evil & Hate 03:08

## Musiker
- Adam "Nergal" Darski – sång, gitarr, synthesizer
- Tomasz "Orion" Wróblewski – bas, sång
- Zbigniew Robert "Inferno" Promiński – trummor, percussion

### Sessionsmusiker
- Patryk Dominik "Seth" Sztyber – gitarr, sång

## Övriga medverkande
- Tomasz Danilowicz – cover-koncept
- Graal – coverdesign
- Bjorn Engelmann – mastering
- Tue Madsen – mixing
- Agnieszka Krysiuk – live-fotografering
- Daniel Falk – live-fotografering
- Martn Darksoul – live-fotografering
- Shelley Jambresic – live-fotografering
- Stephane Buriez – inspelning
- Tomasz Krajewski – text till From the Pagan Vastlands
- Krzysztof Azarewicz – texter